# Plaines-Saint-Lange
Plaines-Saint-Lange è un comune francese di 267 abitanti situato nel dipartimento dell'Aube nella regione del Grand Est.

## Storia

### Simboli
Lo stemma comunale è stato adottato nel 2022. 
Il primo quarto reca l'emblema della provincia della Champagne; il secondo ricorda il passato industriale del comune, in particolare quello della trafilatura; la foglia di platano evoca gli alberi che si trovano accanto al ponte sulla Senna; le fiamme si riferiscono alla leggenda di san Vorles; la linea ondulata rappresenta la Senna. Le spighe di grano poste a ornamento dello scudo simboleggiano l'agricoltura.

## Società

### Evoluzione demografica
Abitanti censiti